# Voiture Lynnewood
 (décembre 2010).
Si vous disposez d'ouvrages ou d'articles de référence ou si vous connaissez des sites web de qualité traitant du thème abordé ici, merci de compléter l'article en donnant les références utiles à sa vérifiabilité et en les liant à la section « Notes et références ».
La voiture Lynnewood est un wagon de luxe privé qui a été construit par la compagnie Pullman en 1917. C'est, en fait, le plus vieux wagon de marque Pullman étant encore en état de marche en Amérique du Nord.

## Histoire

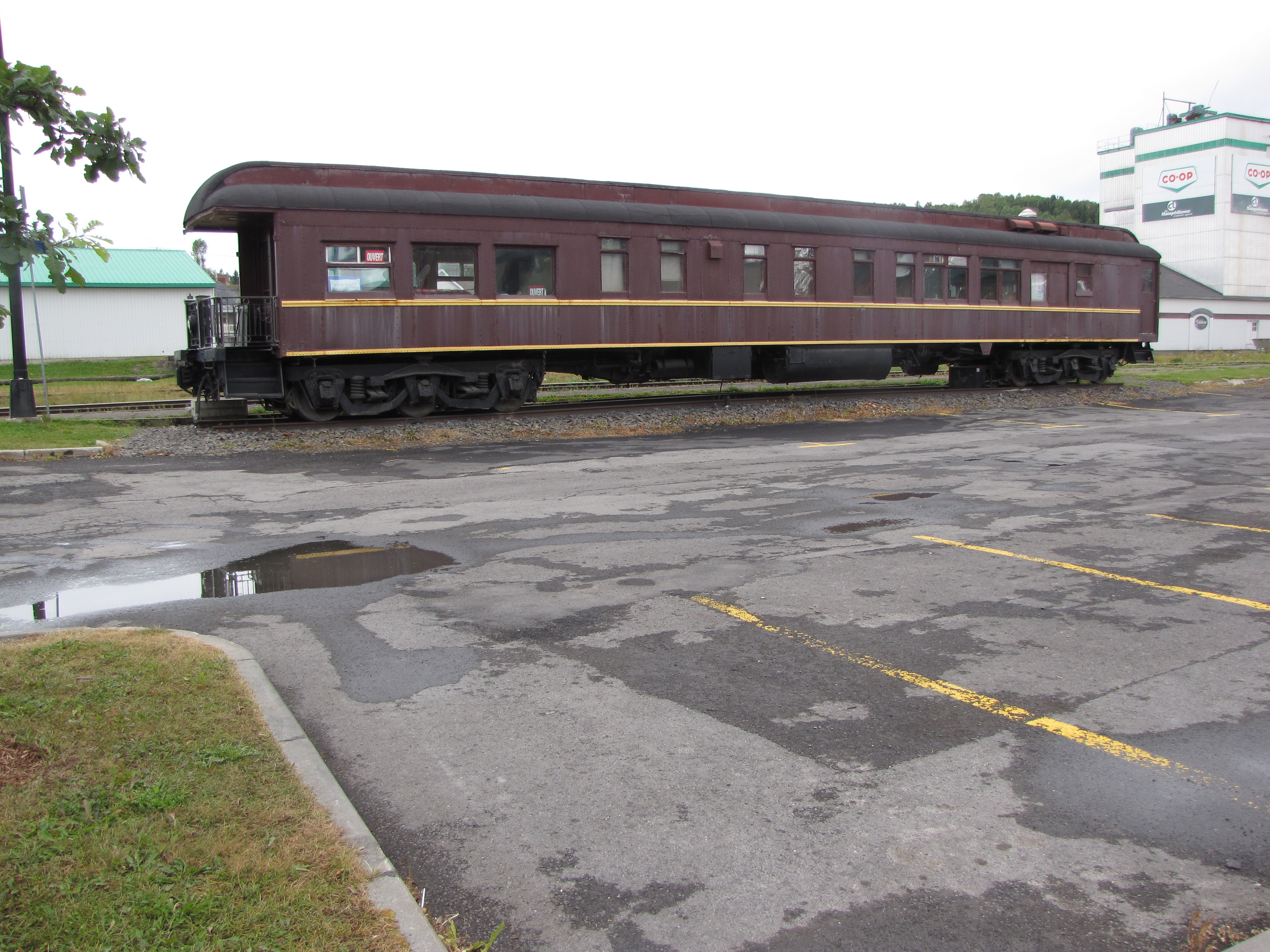
Wagon Lynnewood exposé à Amqui en 2010

La voiture Pullman #4514 est baptisée Lynnewood par M. Joseph Early Widener (1871-1943), riche homme d'affaires de Philadelphie pour rappeler le luxe du manoir de 110 chambres dans lequel ils vivaient, le Lynnewood Hall. La famille Widener était l'une des 20 plus fortunées aux États-Unis au début des années 1900. Peter Arrell Brown Widener, père de Joseph Early Widener, fit fortune à l'époque de la guerre de Sécession. Il n'était alors qu'un simple boucher de la classe moyenne. À l'aide d'un contact, il obtint un contrat de 50 000 $ avec le gouvernement. Il devait fournir en viande l'armée du Nord des États-Unis. Par la suite, en 1873, il fut le trésorier républicain de Philadelphie. Il investit deux ans plus tard dans l'industrie ferroviaire, en expansion à cette époque. À sa mort en 1915, il légua à son fils cadet 60 millions de dollars. Malheureusement, le fils Widener n'était pas un grand homme d'affaires comme son père. Il utilisa la fortune de son père pour nourrir sa passion : les courses de chevaux et la reproduction de chevaux pur sang.
Jusqu'en 2019, la voiture était stationnée à la gare d'Amqui au Québec. Un projet de traversée du Canada à l'occasion du 150e anniversaire de la Confédération avait été annulé en 2016 faute de financement. En 2020, elle est achetée par le fonds de préservation Colebrookdale Railroad (en) et installée à Boyertown, en Pennsylvanie.